# 種徳寺 (東京都港区)
種徳寺（しゅとくじ）は、東京都港区赤坂にある臨済宗系の単立寺院。

## 歴史
戦国時代、北条為昌の開基である。これに関しては、詳細は後述する。
開山は早雲寺第2世住職大室である。第3世住職聖伝のときに後北条氏は滅亡、関東地方の新領主となった徳川家康の招きで江戸に赴いた。当寺は元々小田原に位置していたが、この時に江戸に移転した。徳川家の家臣小笠原康広の正室で、北条氏康の娘だった種徳寺殿の帰依により、当寺の基礎が固められた。この際に「鎮城山本光寺」から「霊鳳山種徳寺」に改称した。
寛永19年(1642年）、これまでは麹町に位置していたが、この時に現在地に移転した。

## 研究
この寺の開基については、かつては北条綱成の開基で、実際の創建者は孫の北条氏勝であるとされてきた。
しかし、種徳寺の旧名とされる鎮城山本光寺は、北条氏綱の子で天文11年（1542年）に23歳の若さで早世した北条為昌の法名「本光院殿龍淵宗鉄大禅定門」に由来しており、為昌の没後の天文16年（1547年）に小田原城内に建てられた菩提寺の名前と考えられる。
また、種徳寺殿についても、北条氏康（為昌の兄）の娘として記録される初出は実は『寛政重修諸家譜』所収の小笠原系図であり、それ以前の系図類には北条氏のものを含めて記されていない。ただし、夫である小笠原康広は氏綱の母方の縁者であるため、北条一門であったと考えられる。そして、本光寺の移転・再興が種徳寺殿の手によるものとするならば、彼女が為昌の縁者と考えるのが自然であり、実の父親は為昌であったと考えられている（為昌の早世によって伯父・氏康が引き取って養女にしたことは考えられる）。以上のことから、種徳寺は北条為昌の菩提寺・本光寺を前身としており、開基は為昌で娘の種徳寺殿が庇護してきた寺と言える。
ただし、実際の本光寺の創建は為昌の兄である氏康が主導していたと考えられ、為昌の菩提寺であると同時に北条一門の菩提寺である早雲寺の出張所的存在でもあり、更には鎮城山の山号が示すとおり小田原城鎮護の祈りも込められていた。また、小田原城を訪問した来賓の接待場所としても使われ、施餓鬼会や戦没者の合同供養などの行事も行われていた。
為昌の死後、義兄（大頂院の夫）の北条綱成は為昌の玉縄城を継承するなどの繋がりがあり（綱成を為昌の養子とする説もある）、また氏康の四男北条氏規も永禄9年（1566年）以降に為昌の後継者に位置づけられて為昌の没後に城主が定まっていなかった三崎城を与えられた経緯があるため、綱成や氏規の一族も為昌の追善に何らかの関与をしていたと思われるが、本光寺及び後身の種徳寺とどのような関係があったかの否かついては分かっていない。

## 墓所
以下の家系・人物が葬地としている。
- 小笠原縫殿助家（旗本） - 小笠原康広、種徳寺殿夫妻の子孫。
- 岡部家（譜代大名）
- 分部家（外様大名）
- 堀家（外様大名）
- 花房家（旗本）
- 周布兼宣（長州藩毛利家家臣） - 1681年（延宝9年）没
- 春田九皐（儒者） - 1862年（文久2年）没
- 狩野興以（狩野派絵師） - 1636年（寛永13年）没

## 交通アクセス
- 東京メトロ千代田線 赤坂駅より徒歩5分。